# Eolambia
Eolambia (Eolambia caroljonesa) – roślinożerny, kaczodzioby dinozaur z nadrodziny hadrozauroidów (Hadrosauroidea). Żył w okresie kredy (ok. 110-95 mln lat temu) na terenach Ameryki Północnej.
Nazwa tego dinozaura powstała poprzez zbitek słów "eos" – gr. "pradawny" oraz "lambia", wczesny lambeozaur – od nazwiska kanadyjskiego paleontologa Lawrence Lambe.
Długość ciała ok. 9 m, wysokość ok. 4 m, masa ok. 4 t. Jego szczątki znaleziono w USA (w stanie Utah).